# 卡洛·雷纳尔迪尼

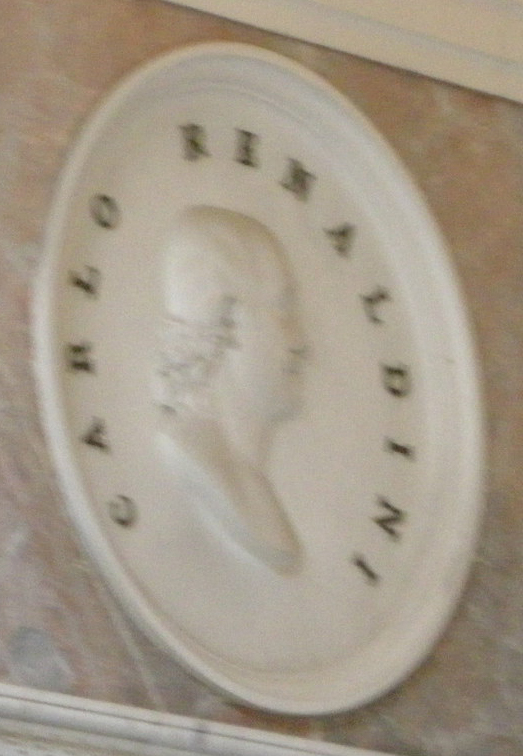
卡洛·雷纳尔迪尼像

卡洛·雷纳尔迪尼（1615年12月30日—1698年7月18日，也作），也译卡洛·雷纳迪尼或卡洛·里纳迪尼，17世纪意大利数学家、军事工程师、学者、哲学家、计量学家。雷纳尔迪尼生于安科纳，并在那里逝世。

Opus mathematicum, 1655

雷纳尔迪尼先于摄尔修斯提出了温标。1693年，雷纳尔迪尼提出，将水的冰点和沸点作为两个固定点，之间十二等分，以度量温度。混合热水和冷水，可以得到冰点和沸点之间的温度。